# Círio de Nazaré

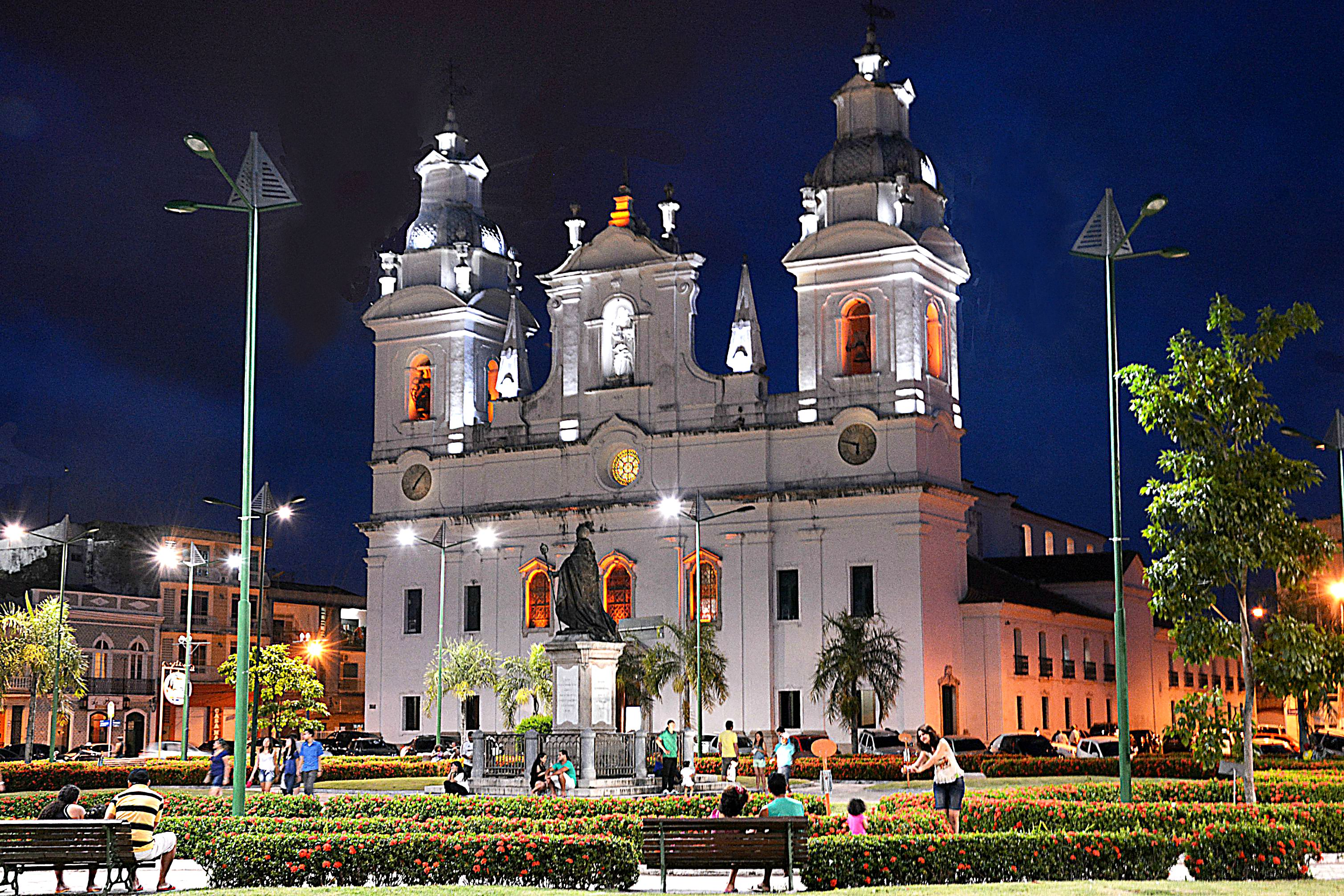
Catedral metropolitana de Belém a donde es llevada la imagen de la Virgen de Nazaré desde su basílica en la tarde-noche del segundo sábado de octubre. Allí se congrega la multitud para celebrar el Cirio de Nazaré.

El Círio de Nazaré es una fiesta religiosa católica que se celebra en Belém y Río Branco, Brasil. Es la conmemoración religiosa católica más multitudinaria de Brasil y una de las más grandes del mundo. Reúne a más de un millón de personas que se congregan durante el recorrido de la imagen de la Virgen de Nazaré desde la Basílica de Nuestra Señora de Nazaré a la Catedral Metropolitana de Belém el segundo fin de semana de octubre (sábado y domingo). El término portugués «círio» procede del latín cirium y designa la vela grande utilizada especialmente en las liturgias marianas.

## Historia
Tiene su origen en un culto a la Virgen María aparecido en el siglo XIV en un pueblo de la costa de Portugal llamado Nazaré. En el siglo XVII fue llevado a la Amazonia por los jesuitas. En 1700 el culto se «brasilianiza» cuando un mestizo llamado Plácido descubre en Belém una estatuilla de la Virgen de Nazaré y se la lleva a su casa. Pero la estatuilla milagrosamente vuelve al lugar donde la había encontrado, lo que decide a Plácido a levantar allí una capilla. Este nuevo culto atrae la atención de las autoridades portuguesas y en 1773 el obispo de la ciudad pone a Belém bajo la invocación de la Virgen de Nazaré. En esta época sería cuando tuvieron lugar las primeras procesiones organizadas por las autoridades civiles y religiosas.
A lo largo del siglo XIX la celebración fue seguida por un número creciente de fieles y en 1906 se hizo cargo de la misma la congregación de los barnabitas. Estos deciden erigir la Basílica de Nuestra Señora de Nazaré donde desde entonces es venerada «la Santa».

## Celebración
La fiesta se celebra cada año en el segundo fin de semana de octubre. El sábado una réplica de la estatua de la Virgen de Nazaré, de la que se cree que tiene los mismos poderes que la original, es colocada en un barco de guerra que la conduce por el río Guamá, uno de los afluentes del Amazonas, a las puertas de la ciudad de Belém. En esta romaria (romería en portugués) fluvial participan cerca de un millar de embarcaciones que «escoltan» a la Virgen. Por la tarde-noche de ese sábado la estatua es llevada desde la basílica de Nuestra Señora de Nazaré a la catedral metropolitana donde permanecerá hasta el domingo en que será devuelta a la basílica. Durante el recorrido, que dura entre cuatro y cinco horas, centenares de miles de fieles «acompañan» a la Virgen. Durante las semanas precedentes réplicas de la imagen de la Virgen circulan por todos los lugares de la ciudad, que desde septiembre se engalana con los colores del Vaticano (amarillo y blanco). Las familias intercambian regalos, preparan platos típicos de comida, etc., eclipsando a la Navidad. Muchos son los fieles que llegan para implorar la ayuda de «la Santa» o para agradecerle sus beneficios portando exvotos. Y muchos son los que disputan tirar de la cuerda para arrastrar la berlina que transporta a la Virgen y luego pugnan por quedarse con trozos de la cuerda convertidos en verdaderas reliquias.
Según Serge Gruzinski, «este culto mariano nació en el cruce de culturas y de religiones que se enfrentaron en la época de la colonización portuguesa: el cristianismo de los misioneros, las creencias indígenas y las divinidades llevadas clandestinamente de África por esclavos víctimas de la trata». Ofrece, pues, «un terreno común a las diferentes poblaciones, que, sin distinciones, comulgan en los rituales y las festividades que rodean a la imagen milagrosa», lo que, por otro lado, según Gruzinski, «es explotado por la jerarquía eclesiástica y las autoridades locales para encuadrar una sociedad profundamente desigual». «La fiesta del Cirio devuelve la imagen desconcertante de una Amazonia mestiza y urbanizada, a la vez profundamente religiosa y monstruosamente desigual», concluye Gruzinski.